# デイ・セチェン
デイ・セチェン（Dei sečen, モンゴル語: Дэй Сэцэн, 中国語: 特薛禅, 生没年不詳）は、12世紀末のコンギラト部ボスクル氏族長。『元史』などの漢文史料では特薛禅／徳薛禅、『集史』などのペルシア語史料ではデイ・ノヤン（Deī Nūyān）と記される。娘のボルテがテムジン（チンギス・カン）に嫁いだのを始めとして、デイ・セチェンの子孫は多くの皇后を輩出する有力姻族として知られた。

## 概要
名前の「デイ」は漢語の「大」がモンゴル語した形であり、「セチェン」は「賢人、賢者」を意味するモンゴル語であるため、直訳すると「大賢者」という意味になる。『元史』にはボスクル（孛思忽児）氏に属することが記されているが、この氏族名はコンギラト部に属する有力氏族の中には見当たらず、コンギラト本族から分岐した別派であると見られる。
『元朝秘史』ではテムジンのために母方の身内（コンギラト部オルクヌウト氏）から娘をもらってこようと旅に出たイェスゲイ・テムジン父子が偶然デイ・セチェンと出会ったことが記されている。そこでデイ・セチェンはテムジンを「眼に光あり、面に光ある」有望な子供であると見て取り、その場で自身の娘ボルテを娶せることを決めたという。
一方、『集史』では『元朝秘史』とは異なり、テムジンがボルテを娶る事を求めたがデイ・セチェンは渋り、その息子アルチ・ノヤンの口添えによってようやく娶ることができたと記録している。『元朝秘史』は物語的要素が強いこと、当時のテムジン率いるモンゴル部はまだ弱小勢力であることなどから、『集史』の記述の方がより正しいと考えられている。
デイ・セチェンの死後、族長の座は息子のアルチ・ノヤンが継いだが、アルチ・ノヤンは娘の多くをチンギス・カン家に嫁がせ、有力姻族としての立場を確立した。『元朝秘史』ではデイ・セチェンが「コンギラトは后妃を輩出することで権勢を保つ一族である」と語る一節があるが、岡田英弘はこのような記述があるのは『元朝秘史』がコンギラト勢力の絶頂期にあったイェスン・テムル即位時のクリルタイの際に編纂されたためである、という説を出している。
『元史』巻118列伝5にはデイ・セチェン及び彼の子孫についての伝記が立てられている。

## コンギラト部デイ・セチェン家
- デイ・セチェン
  - アルチ・キュレゲン（Alči Küregen ＞阿勒赤古咧堅/ālèchì gŭliējiān,الجی كوركان/Āljī kūrkān）
    - チグゥ・キュレゲン（Čiγu Küregen ＞赤古古咧堅/chìgŭ gŭlièjiān,جیکو كوركان/Jīkū kūrkān）
    - オキ・フジン・カトン（Öki füǰin qatun ＞اوکی فوجین خاتون/Ūkī fūjīn khātūn）
    - 昭睿順聖皇后チャブイ・カトン（Čabui qatun ＞察必/chábì,جابون خاتون/Jābūn khātūn）
    - 万戸オチン・キュレゲン（Očin Küregen ＞斡陳/wòchén）
    - ナチン・キュレゲン（Način Küregen ＞納陳/nàchén,ناچین كوركان/Nāchīn kūrkān）
      - 万戸オロチン・キュレゲン（Oločin Küregen ＞斡羅陳/wòluóchén）
        - 貞慈静懿皇后シリンダリ・カトン（Širindari qatun ＞失憐答里/shīliándālǐ）

      - 叛臣ジルワダイ（J̌ilwadai ＞只児瓦台/zhǐérwǎtái）
      - 万戸テムル・キュレゲン（Temür Küregen ＞帖木児/tièmùér）
        - 万戸ディウバラ・キュレゲン（Diwubala Küregen ＞雕阿不剌/diāoābùlà）
          - アリギヤシリ・キュレゲン（Ariγiyaširi Küregen ＞阿里嘉室利/ālǐjiāshìlì）
          - ブダシリ・カトン（Budaširi qatun ＞不答失里/bùdāshīlǐ）

        - 万戸センゲ＝ブラ・キュレゲン（Sengge bura Küregen ＞桑哥不剌/sānggē bùlà）

      - 万戸マンジタイ・キュレゲン（Manǰitai Küregen ＞蛮子台/mánzǐtái）
      - ナムブイ・カトン（Nambui qatun ＞南必/nánbì,نمبوى خاتون/Namubūī khātūn）